# Vysock
Vysock (rusky Высоцк) je město v Leningradské oblasti v Ruské federaci. Při sčítání lidu v roce 2010 měl přes dvanáct set obyvatel.

## Poloha
Vysock leží na ostrově Vysockij ve Vyborském zálivu u severního pobřeží Finského zálivu Baltského moře. Od Petrohradu, správního střediska oblasti, je vzdálen přibližně 150 severozápadně.

## Dějiny
Začátkem 18. století zde nechal ruský car Petr I. Veliký zbudovat pevnost, která chránila přístup k vyborgskému přístavu. Její název uzpůsobil ze švédského jména zdejšího průlivu Trångsund a pojmenoval ji tak Trongzund (Тронгзунд). Kolem pevnosti vzniklo i další osídlení.
V meziválečném období patřila zdejší oblast Finsku a sídlo se jmenovalo oficiálně finsky Uuras.
Po druhé světové válce jej získal Sovětský svaz a v roce 1948 bylo přejmenováno na Vysock k poctě hrdiny Sovětského svazu Kuzmy Děmidoviče Vysockého, který v jeho okolí zemřel 4. března 1940, tedy v závěrečných bojích Zimní války.